# Baksa (Distrikt)

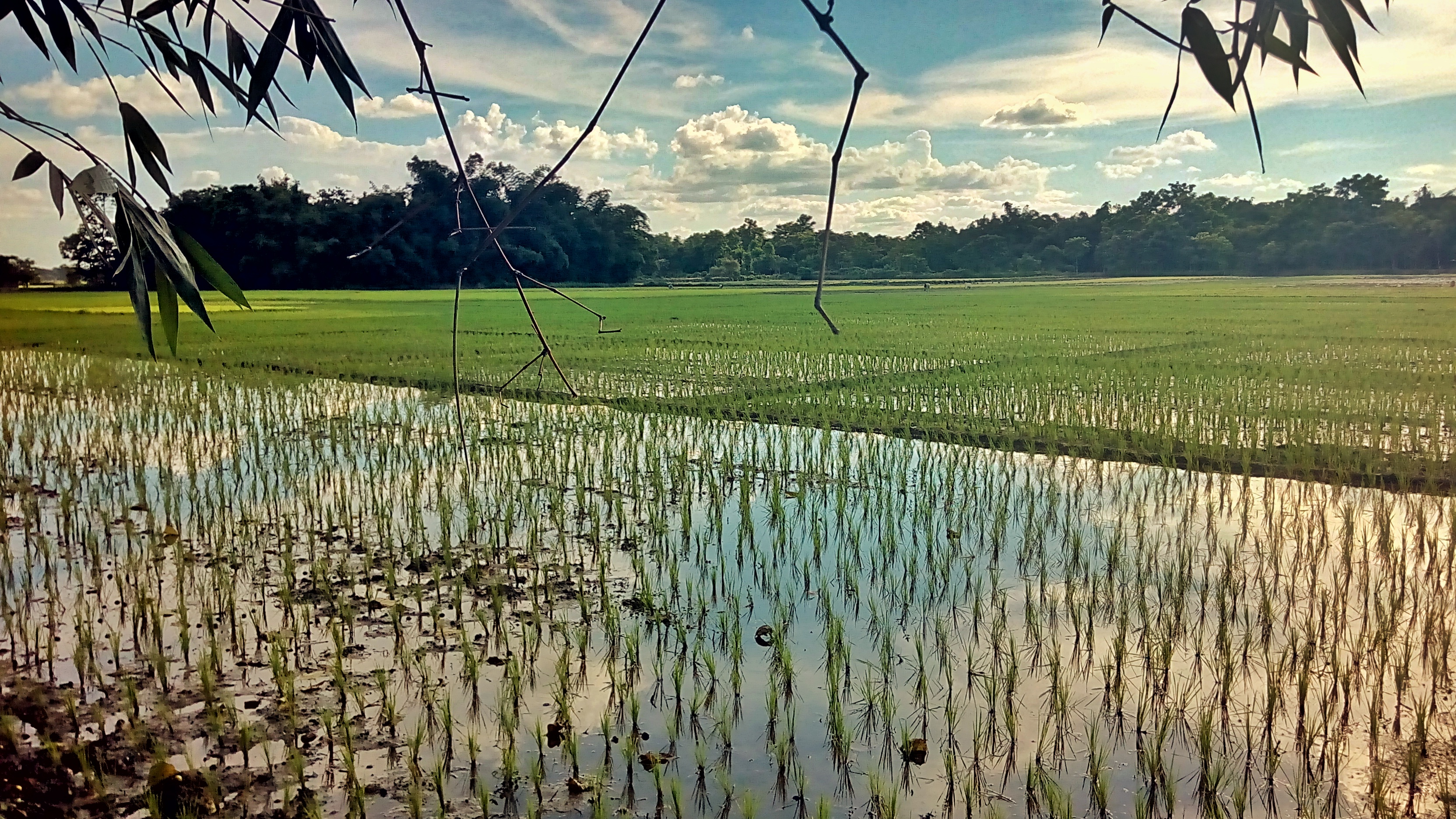
Reisfeld im Distrikt Baksa

Der Distrikt Baksa (assamesisch বাক্সা জিলা) ist ein Distrikt im indischen Bundesstaat Assam. Sitz der Verwaltung ist Mushalpur. Der Distrikt gehört zur Region Bodoland.

## Geografie
Der Distrikt liegt im Norden von Assam. Er grenzt im Norden an Bhutan, im Osten an den Distrikt Tamulpur, im Südosten an den Distrikt Nalbari, im Süden an den Distrikt Bajali, im Südwesten an den Distrikt Barpeta sowie im Westen an den Distrikt Chirang.
Der südliche Teil des Distrikts liegt in der Tiefebene von Assam. Die nördlichsten Teile des Distrikts sind Ausläufer der Vorgebirge des Himalaya. Gebiete im Nordwesten und Norden des Distrikts gehören zum Manas-Nationalpark. Die Fläche betrug bis zum Januar 2022 2457 km².Durch die Abspaltung des neu gebildeten Distrikts Tamulpur beträgt die Fläche seither 1573 km².

## Geschichte
Der Distrikt entstand 2004 aus Teilen der Distrikte Barpeta, Kamrup und Nalbari. Im Januar 2022 spalteten sich die Subdivisionen Goreswar (Pt) und Tamulpur ab und bilden den neuen Distrikt Tamulpur.

## Bevölkerung
Vorbemerkung: Alle Angaben zur Bevölkerung entsprechen dem Stand Juli 2022. Die letzte indische Volkszählung fand 2011 statt. Im Januar 2022 entstand aus den östlichen Teilen des Distrikts der neue Distrikt Tamulpur. Die geplante Volkszählung 2021 wurde wegen einer Pandemie verschoben. Geplant ist sie nun für das Jahr 2023. Alle Zahlen sind Angaben des Office of the Registrar General & Census Commissioner, India Ministry of Home Affairs, Government of India. Dort unter den Rubriken 2011 und Assam und den Auswahlmöglichkeiten Age, Education, Languages, Religion, Scheduled Castes und Scheduled Tribes.

### Einwohnerentwicklung
Die Bevölkerungszunahme zwischen 2001 und 2011 lag bei 11,23 % oder rund 56.600 Menschen. Die Entwicklung verdeutlicht folgende Tabelle:

### Bedeutende Orte
Einzige städtische Siedlung ist Takhlibilar Pathar mit 6.611 Einwohnern. Somit leben nur 1,18 Prozent der Gesamtbevölkerung des Distrikts in einer Stadt.

### Volksgruppen
In Indien teilt man die Bevölkerung in die drei Kategorien general population, scheduled castes und scheduled tribes ein. Die scheduled castes (anerkannte Kasten) mit (2011) 30.837 Menschen (5,50 Prozent der Bevölkerung) werden heutzutage Dalit genannt (früher auch abschätzig Unberührbare betitelt). Die scheduled tribes sind die anerkannten Stammesgemeinschaften mit (2011) 209.686 Menschen (37,38 Prozent der Bevölkerung), die sich selber als Adivasi bezeichnen. Zu ihnen gehören in Assam 23 Volksgruppen. Detailzahlen für die einzelnen Stammesgemeinschaften sind nur bis zur Höhe der Distrikte veröffentlicht. Da aber im Distrikt Baksa die Bodo (auch Boro genannt) 87,1 % und die Rabha 6,0 % der Anzahl Personen in anerkannten Stammesgemeinschaften zählen, sind diese beiden scheduled tribes auch im heutigen Distrikt dominierend. In den Subdivisionen Bajali (50,53 %), Jalah (52,84 %) und Sarupeta (53,86 %) sind die Angehörigen der scheduled tribes in der Mehrheit. In allen anderen Subdivisionen erreichen sie Anteile zwischen 15,84 % in Barnagar und 44,46 % in Barama.

### Bevölkerung des Distrikts nach Sprachen
Die Bevölkerung des Distrikts Baksa ist sprachlich gemischt. Es dominieren drei verschiedene Sprachgruppen, nämlich Assami (215.035 Personen oder 38,34 %), Bodo/Boro (203.762 Personen oder 36,33 %) und Bengali (mit Bengali und Rajbangsi; 101.810 Personen oder 23,52 %). Weitere bedeutende Sprachgruppen sind Nepali (13.591 Personen oder 2,42 %), Hindi (mit Sadan/Sadri, Hindi und Bhojpuri; 11.707 Personen oder 2,09 %) und Oraon/Kurukh (8.240 Personen oder 1,47 %).
Klare sprachliche Mehrheiten gibt es nur in den Subdivisionen Pathorigat (80,21 % Assami) und Ghograpar (66,87 % Assami). Alle anderen Subdivisionen sind sprachlich stark gemischt. In den Subdivisionen Barama (55,31 %), Tihu (53,24 %), Baska (46,31 %) und Baganpara (43,79 %) ist Assami die meistverbreitetste Muttersprache. Sehr stark vertreten ist Assami auch in der Subdivision Bajali mit 48,93 %. Die Subdivisionen Sarupeta (57,06 %), Jalah (51,12 %) und Bajali (51,04 %) haben eine Bevölkerungsmehrheit, die Bodo/Boro spricht. Weitere Hochburgen dieser Sprache sind die Subdivisionen Baganpara (42,76 % Anteil), Tihu (41,19 % Anteil) und Barama (41,07 % Anteil). In den Subdivisionen Barnagar (58,31 %) und Rangia (42,30 %) liegt Bengali vorne. Nepali hat seine Hochburgen in den Subdivisionen Baska (6,91 % Anteil) und Barnagar (6,76 % Anteil). Von den Sprachen mit weniger als 10.000 Muttersprachlern sind Sadan/Sadri mit 5,14 % Anteil und Oraon/Kurukh mit 3,43 % Anteil in der Subdivision Baska überdurchschnittlich verbreitet. Die weitverbreitetsten Einzelsprachen zeigt die folgende Tabelle:
| 2011                                   | 215.035 | 38,34 | 203.718 | 36,32 | 99.227 | 17,69 | 13.591 | 2,42 | 9.076 | 1,62 | 8.240 | 1,47 | 560.925 | 100,00 % |
| Quelle: Ergebnis der Volkszählung 2011 |         |       |         |       |        |       |        |      |       |      |       |      |         |          |

### Bevölkerung des Distrikts nach Bekenntnissen
Eine klare Bevölkerungsmehrheit ist die Anhängerschaft des Hinduismus. Die Muslime und die Christen sind bedeutende religiöse Minderheiten. Die anderen Glaubensgemeinschaften sind nur kleine Minderheiten.
Nur in den Subdistrikten Barnagar (54,90 % Hindus), Rangia (65,19 %) und Tihu (75,58 %) gibt es starke Minderheitenreligionen. Dort sind die Muslime mit 24,11 % (Tihu), 34,31 % (Rangia) und 43,65 % (Barnagar) weit überdurchschnittlich vertreten. Die Hochburgen der Christen sind die Subdivisionen Baska (6,29 % Anteil) und Jalah (3,58 % Anteil). Die genaue religiöse Zusammensetzung der Bevölkerung zeigt folgende Tabelle:
| 2011                                   | 794 | 0,14 | 14.543 | 2,59 | 458.505 | 81,74 | 100 | 0,02 | 85.264 | 15,20 | 113 | 0,02 | 207 | 0,04 | 1.399 | 0,25 | 560.925 | 100,00 % |
| Quelle: Ergebnis der Volkszählung 2011 |     |      |        |      |         |       |     |      |        |       |     |      |     |      |       |      |         |          |

### Geschlechterverteilung
Der Distrikt hat – für Indien üblich – mehr männliche als weibliche Einwohner. Den 283.753 Personen männlichen Geschlechts stehen 277.172 Personen weiblichen Geschlechts gegenüber. Der Anteil der Männer liegt bei 50,59 % oder bei 977 Frauen auf tausend Männer. Bei den jüngsten Bewohnern (71.016 Personen unter 7 Jahren) liegen die Anteile bei 36.222 Personen männlichen (51,01 Prozent) zu 34.794 Personen (48,99 Prozent) weiblichen Geschlechts respektive 961 Frauen auf tausend Männer.

## Bildung
Dank bedeutender Anstrengungen steigt die Alphabetisierung. Sie liegt mittlerweile bei rund 70,3 %. Typisch für indische Verhältnisse sind die starken Unterschiede zwischen den Geschlechtern und der Stadt-/Landbevölkerung. Sehr ungewöhnlich ist die tiefere Alphabetisierung im städtischen Bereich. Da die einzige Stadt, die Zensusstadt Takhlibilar Pathar, mit weniger als 7.000 Menschen eigentlich ein größeres Dorf ist, ist dies die vermutliche Ursache.
| Alphabetisierung im Distrikt Baksa     |                   |                   |
| Einheit                                | Volkszählung 2011 | Volkszählung 2011 |
| Einheit                                | Anzahl            | Anteil            |
| GESAMT                                 | 344.432           | 70,31 %           |
| Männer                                 | 192.827           | 77,90 %           |
| Frauen                                 | 151.605           | 62,55 %           |
| STADT GESAMT                           | 3.607             | 63,91 %           |
| Stadt-Männer                           | 2.045             | 69,91 %           |
| Stadt-Frauen                           | 1.562             | 57,45 %           |
| LAND GESAMT                            | 340.825           | 70,38 %           |
| Land-Männer                            | 190.782           | 78,00 %           |
| Land-Frauen                            | 150.043           | 62,61 %           |
| Quelle: Ergebnis der Volkszählung 2011 |                   |                   |

## Verwaltungsgliederung
Der Distrikt unterteilt sich in die Subdivisionen Baganpara (Pt), Bajali (Pt), Barama (Pt), Barnagar (Pt), Baska, Ghograpar (Pt), Jalah (Pt), Pathorighat (Pt), Rangia (Pt), Sarupeta (Pt) und Tihu (Pt). 

## Wirtschaft
Die Landwirtschaft ist die dominante Wirtschaftsform in dieser wenig urbanisierten Region. Hauptanbauprodukt ist Reis. Daneben werden Senfkorn, Jute, Kartoffeln, Weizen, Linsen, Urdbohnen und Gemüse angebaut. Beim Gemüseanbau dominieren Aubergine, Kohl, Okra, Radieschen, Tomaten, Gurken, Karotten und Kürbis. Unter den Früchten sind Bananen, Kokosnüsse, Guaven, Mangos und Zitronen Hauptanbauprodukte.
Daneben spielt die Tierhaltung eine bedeutende Rolle. Rinder und Ziegen sind die meistgehaltenen Haustiere. Zudem halten die Bauern Büffel, Schafe, Pferde, Hühner und Enten.
Die insgesamt 244.985 Beschäftigten gliedern sich in 164.878 Hauptbeschäftigte/Vollzeitarbeitende und 80.107 Gelegenheitsarbeitende/geringfügig Beschäftigte auf. Beruflich sind 88.300 Personen oder 36,04 % Bauern und Bäuerinnen, 55.131 Personen oder 22,50 % Angestellte in der Landwirtschaft (Knechte, Mägde, Wanderarbeiter und Wanderarbeiterinnen), 11.842 Personen oder 4,83 % in Heimarbeit/im lokalen Kleingewerbe und 89.712 Personen oder 36,62 % in anderen Berufen tätig (Gewerbe, Handel, Dienstleistungsberufe, Industriebeschäftigte, Haushaltsangestellte etc.).  